# 의무관 (스타크래프트)
의무관(영어: Medic)은 스타크래프트 종족인 테란의 유닛이다. 병영에서 생산이 가능하다.

## 특징
의무관은 스타크래프트와 스타크래프트 리마스터에선 Medic란 영단어를 그대로 한글로 음역한 메딕이라고 불리며 스타크래프트 2에서는 한국어로 번역된 의무관이라 부른다. 스타크래프트 오리지날에선 없었으며 스타크래프트 브루드워 확장팩에서 새롭게 등장한 유닛이다. 의무관은 마린, 파이어뱃, 고스트, SCV과 같은 바이오닉 생체 유닛들을 치료하는 힐의 기술을 가지고 있으며 이로 인해 바이오닉 테란을 할 때는 필수 유닛이다. 마린, 파이어뱃, 고스트라는 바이오닉 유닛들을 생존시키는 치료 능력의 힐러의 유닛인 의무관이 있어야만 바이오닉 테란이 제대로 된 위력을 발휘한다. 이외에 아카데미에서 아군들의 해로운 상태 이상 효과를 정화하는 회복(리스토레이션), 적의 탐지 능력을 상실케하고 시야를 줄이는 광학 섬광탄(옵티컬 플레어)를 연구하면 의무관이 사용할 수 있으며 이러면 의무관은 테란의 마법 유닛으로 활용된다. 또한 아카데미에서는 카두세우스 반응로라는 연구를 할 수 있는데 이러면 의무관의 마나가 200에서 250으로 늘려주게 된다. 의무관은 힐러이기 때문에 공격 능력은 없으며 생산하는데 필요한 자원은 미네랄:50, 가스:25에 1의 인구수를 소모한다. 체력은 60이며 기본 방어력은 1이다. 의무관은 배럭에서 나오는 유닛들 중에선 가장 체력이 높다. 의무관은 주로 바이오닉 테란이 주력인 테저전에서 많이 활용되는데 대개 마린, 파이어뱃의 생존력을 높이는 힐만 주로 사용하며 회복이나 광학 섬광탄은 잘 사용하지않는다. 다만 가끔 특수한 경우로 필요할 때는 회복이나 광학 섬광탄을 사용하는 경우도 존재한다. 스타크래프트 2에서는 의료선과 더불어 힐러 유닛으로 활용된다. 스타크래프트 2에서는 전작의 체력이 그대로지만 가격이 미네랄:75, 가스:50 인구수 2로 늘었으며 회복이나 광학 섬광탄은 없어지고 대신 전투 안정제를 통해 의무관의 치료 속도를 더 빨라지게 하는 기술만 추가되었다.

## 같이 보기
- 스타크래프트
- 테란